# Женская сборная Руанды по баскетболу 3×3
Женская сборная Руанды по баскетболу 3×3 представляет Руанду на международных соревнованиях по баскетболу 3×3. Управляющим органом является Федерация баскетбола Руанды (фр. Fédération Rwandaise de Basketball, FERWABA, англ. Rwanda Basketball Federation).
По состоянию на 26 сентября 2024, женская сборная Руанды по баскетболу 3×3 занимает 115-е место в мировом рейтинге ФИБА женских сборных по баскетболу 3×3.

## Результаты выступлений
| Турнир           | Золото | Серебро | Бронза | Всего |
| ---------------- | ------ | ------- | ------ | ----- |
| Чемпионат Африки | —      | —       | —      | —     |
| Африканские игры | —      | —       | —      | —     |
| Итого            | —      | —       | —      | —     |

### Чемпионат Африки
| Год        | Место          | Игры           | Победы         | Поражения      | Состав команды                                                 |
| ---------- | -------------- | -------------- | -------------- | -------------- | -------------------------------------------------------------- |
| 2017—2019  | не участвовали | не участвовали | не участвовали | не участвовали | не участвовали                                                 |
| Каир 2022  | 8              | 3              | 0              | 3              | Oumama Bahadi, Naziha Challouk, Malika Gotay, Khaoula Benfakir |
| 2023—н. в. | не участвовали | не участвовали | не участвовали | не участвовали | не участвовали                                                 |

### Африканские игры
| Год        | Место          | Игры           | Победы         | Поражения      | Состав команды                                                    |
| ---------- | -------------- | -------------- | -------------- | -------------- | ----------------------------------------------------------------- |
| 2019       | не участвовали | не участвовали | не участвовали | не участвовали | не участвовали                                                    |
| Аккра 2023 | 5              | 5              | 3              | 2              | Jane Dusabe, Faustine Mwizerwa, Nelly Akaliza, Violette Uwimpuhwe |